# Jenifer
Pour les articles ayant des titres homophones, voir Jennifer et Jennyfer.
Pour les articles homonymes, voir Jenifer et Bartoli.
Jenifer Bartoli, dite Jenifer, est une chanteuse et actrice française, née le 15 novembre 1982 à Nice.
Révélée par sa participation à l'émission télévisée Star Academy, dont elle remporte la première saison le 12 janvier 2002, elle a depuis sorti dix albums studio.
Elle est également connue pour son rôle de coach dans l'émission The Voice : La Plus Belle Voix, qu'elle occupe de 2012 à 2015 (saisons 1 à 4), en 2019 (saison 8) puis en 2021 (saison All-Stars), ainsi que dans The Voice Kids de 2014 à 2020 (saisons 1 à 7).

## Biographie

### Jeunesse et débuts
Jenifer Yaël Juliette Dadouche-Bartoli est la fille aînée de Michel Dadouche (né le 29 juin 1954), juif d’origine franco-algérienne, et de Christine Vreux (née en 1960), d'origine corse. Elle est originaire de Palneca du côté de sa famille maternelle, dont est également originaire la tenniswoman Marion Bartoli. Sa famille se trouve également à Serra-di-Ferro et Porto-Pollo. Son oncle par alliance, Jean-Luc Codaccioni, est assassiné le 5 décembre 2017 sur le parking de l'aéroport de Bastia.
Elle vit une enfance heureuse et modeste à Nice, auprès de ses parents et de son frère Jonathan (né le 4 septembre 1985).
Dès son plus jeune âge, elle est bercée par les disques qu'écoute son père, Stevie Wonder, James Brown et Les Beatles, entre autres. Sa mère, elle-même chanteuse d'orchestre, reprend les répertoires de Piaf, Brel, Aznavour, tandis que sa grand-mère maternelle lui apprend le flamenco et les chants traditionnels corses. À sept ans, lors d'une fête de famille, elle surprend un premier public improvisé par une reprise de la chanson Milord, d'Édith Piaf.
À l'été 1993, à dix ans, Jenifer se produit sur scène dans un village corse, en première partie d'un concert de C. Jérôme. Par la suite, dès l'âge de quatorze ans, elle prétend régulièrement être majeure afin de pouvoir se produire dans des piano-bars et restaurants de la Côte d'Azur. En 1997, elle participe au télé-crochet Graines de Star, dont elle est finaliste. À seize ans, dans la perspective de vivre de sa passion, elle quitte seule Nice pour la capitale, où elle se produit dans des bars.
À la suite d'une audition, c'est en 2001 que le grand public découvre Jenifer, lors de sa participation à la première édition française d'un autre télé-crochet, Star Academy sur TF1, dont elle est victorieuse le 12 janvier 2002 face à Mario Barravecchia. Elle gagne la réalisation d'un premier album ainsi qu'1 million d'euros. La finale entre Jenifer et Mario est suivie par près de douze millions de téléspectateurs. Cette victoire sera inévitablement un grand tremplin pour la carrière de la chanteuse.

### Jenifer(2002-2003)

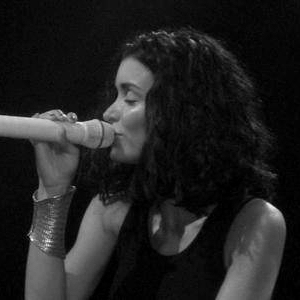
Jenifer en concert à l'Olympia en 2005.

Jenifer, son premier album, paraît en 2002, comportant notamment un texte de Lionel Florence (Donne-moi le temps) et un de Marc Lavoine (Nos Points communs). Porté par des titres comme Au Soleil, J'attends l'amour et Des mots qui résonnent !, l'album reçoit un « Platinum Award » pour 1 000 000 d'exemplaires vendus en Europe. Sa première tournée de concerts solo attire plus de 350 000 spectateurs entre octobre 2002 et mars 2003, et fait étape à cinq reprises à l'Olympia à Paris[réf. nécessaire]. En juin 2003, Johnny Hallyday invite Jenifer à partager avec lui sur scène un duo sur sa chanson Je te promets, lors de sa tournée des stades,.

### Le Passage(2004-2006)
C'est au printemps 2004 que Jenifer propose Ma révolution, premier extrait de son deuxième album, Le Passage, qu'elle définit musicalement comme « plus personnel, plus affirmé et plus pop-rock ». On[style à revoir] y retrouve plusieurs collaborations, en particulier avec Calogero (compositeur de C'est de l'or), le groupe Kyo (Le souvenir de ce jour) ou encore Marc Lévy (auteur de Pour toi).
Avec cet album, Jenifer remporte plusieurs récompenses : meilleure artiste française lors des MTV Europe Music Awards, Artiste féminine francophone et Album francophone de l'année aux NRJ Music Awards. L'album se vendra à 600 000 exemplaires et recevra un disque de platine. Entre les mois d'octobre 2004 et d'août 2005, elle effectue une nouvelle tournée en France (dont quatre Zénith et deux Olympia à Paris), en Belgique, en Suisse et à Tahiti, retracée sur Jenifer fait son live (enregistré au Zénith de Paris) qui parait fin 2005, et sera récompensé d'un disque d'or et d'un DVD de diamant pour ses 100 000 copies vendues.

### Lunatique(2007-2009)
Le 5 novembre 2007, Jenifer publie son troisième album, Lunatique, dont elle a composé la musique avec son compagnon de l'époque Maxim Nucci. Annoncé par le single Tourner ma page, cet opus est marqué par des collaborations avec David Verlant, qui signe la majorité des textes, mais également Matthieu Chedid (sur Touche-moi et Lunatique), et Guillaume Canet (sur Nos futurs). Entré no 1 des ventes, il s'écoulera à 300 000 exemplaires, l’album recevra un disque de platine.
Une tournée débute le 7 mars 2008 à Lille. Avec 310 000 spectateurs, elle est la troisième artiste à avoir attiré le plus de spectateurs à ses concerts en 2008[réf. incomplète].

### Appelle-moi Jen(2010-2011)
En novembre 2010 sort son quatrième album, Appelle-moi Jen, remarqué par la critique. L'album s'écoule à 100 000 exemplaires, soutenu par les singles Je danse, L'envers du paradis et une nouvelle version de L'amour fou. Elle remporte une nouvelle fois le prix de l'artiste féminine francophone aux NRJ Music Awards. Une tournée de plus de 50 dates a lieu en France, en Belgique, en Suisse et, pour la première fois, en Israël, tandis qu'une réédition de l'album, agrémentée de titres live et de remixes, paraît le 30 janvier 2012.

### L'Amour et moi(2012)
En juin 2012, Jenifer propose un nouveau single, Sur le fil, écrit et composé par le groupe Mutine, annonciateur d'un nouvel album paru le 17 septembre 2012, L'Amour et moi, écoulé à 100 000 exemplaires et certifié disque de platine. Une tournée commence au mois de mars, avec notamment un concert au Zénith de Paris. Au printemps 2012, elle intègre le jury du télé-crochet de TF1, The Voice, aux côtés de Florent Pagny, Garou et Louis Bertignac, et ce, pour quatre saisons (jusqu'en 2015), avant d’y retourner en 2019 pour la huitième saison. Elle fait également partie du jury de l'émission The Voice Kids lors des 7 premières saisons (de 2014 à 2020).

### Ma déclaration(2013-2015)
Annoncé par le single Poupée de cire, poupée de son, paraît le 3 juin 2013 un album de reprises de chansons interprétées à l'origine par France Gall, Ma déclaration, qui recevra un disque de platine pour plus de 100 000 exemplaires écoulés. Après que Jenifer a assuré avoir reçu l'aval de France Gall, une polémique éclate alors, cette dernière affirmant n'avoir reçu aucune demande de la part de Jenifer. Après avoir participé à quelques festivals durant l'été, la chanteuse annule la tournée qui était prévue pour 2014 et stoppe toute promotion de l'album.

### Paradis Secret(2016-2017)
L'album Paradis secret, dans les bacs le 28 octobre 2016, est un album avec des sonorités plutôt années 1960/1970. Soutenu par les titres Paradis secret, Mourir dans tes yeux et Aujourd'hui, l'album ne s'écoule qu'à 30 000 exemplaires. Selon Da Silva, qui a travaillé sur ce disque, cet échec est dû à la maison de disques, qui aurait mal travaillé la promotion de la chanteuseet à l'effondrement des ventes de disques en France. 
Elle débute en février 2017 la tournée Paradis Secret Tour, qui sera interrompue à la suite d'un grave accident de la route dans la nuit du 6 mars : après un concert, le van de la chanteuse percute violemment une voiture arrêtée tous feux éteints sur la bande d'arrêt d'urgence de l'autoroute, causant la mort des deux passagers (dont le footballeur Youcef Touati) et blessant grièvement le conducteur. Légèrement blessée mais traumatisée, la chanteuse annule alors sa tournée. Début 2017, Jenifer est à l'affiche du long métrage, Faut pas lui dire, une comédie de Solange Cicurel. Elle joue aux côtés de Camille Chamoux, Stéphanie Crayencour, et Tania Garbarski qui sont les personnages principaux. Elle incarne Laura, une femme en plein divorce.

### Nouvelle Page(2018-2020)
Jenifer revient en 2018 avec de nouveaux projets. Elle joue le premier rôle dans son premier téléfilm Traqués qui est diffusé sur TF1 le 14 mai 2018 avec un carton d'audiences, plus de 6,4 millions de téléspectateurs et 27 % de PDA. Elle participe aussi au doublage du film Maya l’abeille 2 : Les jeux du miel.
Côté musique, après avoir changé de label et rejoint TF1 Musique, la chanteuse sort son huitième album, Nouvelle Page, en octobre 2018, sur lequel ont participé notamment Yohann Malory, Slimane, Corson et Tibz. Vendu à plus de 200 000 exemplaires, il est certifié double disque de platine. Elle remonte sur scène avec deux tournées différentes : l'une Proche et Intime, et l'autre Flamboyante et Électrique,,.
Elle retrouve également son fauteuil de coach pour la huitième saison de The Voice, ainsi que pour la sixième saison de The Voice Kids à la rentrée 2019 aux côtés de Soprano, Amel Bent et Patrick Fiori.

### N°9 (2022-2023)
Le 30 août 2021 de la même année la chanteuse annonce son déplacement à Londres pour enregistrer ce nouvel album dans des conditions « live ».
C'est lors d'une conférence de presse à Paris le 5 juillet 2022 que Jenifer annonce que son nouvel album N°9 sortira le 4 novembre 2022. Elle annonce que celui-ci contiendra 18 titres et dévoile les clips de deux titres. Dix titres ont alors été dévoilés. Deux chansons ont retenus l'attention de la presse. Durant la conférence de presse, elle annonce également qu'elle fera le tout premier Accor Arena de sa carrière le 18 mars 2023.
Le 8 juillet Jenifer annonce les dates de son « N°9 Tour » qui démarrera en mars 2023.
L'album N°9 se vend à 40 000 exemplaires en Europe.

### Jukebox (2024-2025)
À travers un post Instagram mise en ligne le 18 avril 2024, Jenifer annonce son retour en studio pour l’enregistrement de son nouvel album, seulement quatre mois et demi après la fin de sa dernière tournée. À peine posté, qu’une rumeur éclate sur une possible collaboration avec l’artiste Yodélice alias Maxime Nucci avec qui la chanteuse avait collaborée il y a 17 ans sur l’album Lunatique, et qui a été aussi son compagnon de 2002 à 2008. Pour renforcer cette rumeur il est aussi révélé que Yodélice a même assisté à la dernière date de sa tournée « N°9 Tour » au cabaret sauvage en décembre 2023,,.
Le 28 mai 2024, Jenifer annonce sur son Instagram son retour sur scène dès Janvier 2025 pour une nouvelle tournée intitulé "Juke Box Tour". Une tournée qui se veut plus "plus intime, plus proche" dans des salles à "taille humaines" selon la chanteuse, tout en attendant son 10ème album qui "mijote déjà à feux doux...". Le principe sera de revenir sur les 9 albums qui ont jalonnés sa carrière, un choix qui sera fait par les fans eux-mêmes présents dans la salle chaque soir grâce à un QR code, ainsi "chaque soir sera différent" s'en réjouit déjà Jenifer. 46 dates sont prévues pour cette tournée qui démarrera le 16 janvier 2025, avec 2 dates à Paris les 26 et 27 mars prochain aux Folies Bergères. La prévente s'effectue sur InLiveTickets le 3 juin 2024 dès 12:00avant une ouverture officielle le 5 juin 2024 à 10h dans tous les points de ventes habituels,.
Le 10 septembre 2024 Jenifer dévoile un extrait de son single "Tourner ma page" remixé. Jenifer dévoile qu'en plus de la tournée prévue en janvier 2025, un nouvel album Intitulé "Jukebox" allait sortir. Elle a pour l'occasion revisitée ses plus grand titres allant des années 2002 à 2012 et ils seront le coeur de son prochain album,.

### Télévision et cinéma
Au printemps 2012, elle intègre le jury du télé-crochet de TF1, The Voice, aux côtés de Florent Pagny, Garou et Louis Bertignac, et ce, pour quatre saisons (jusqu'en 2015). Elle réintègre le jury pour la saison 8, aux côtés de Mika, Julien Clerc et Soprano, en 2019. Elle est de retour pour la saison anniversaire en 2021. Elle est aussi la jurée historique de l'émission The Voice Kids lors de 7 premières saisons, de 2014 à 2020. En janvier 2024, il est annoncé qu’elle fera son retour dans le télé-crochet The Voice dans la 13e saison du programme, dans un rôle important. Elle sera la super-coach pour l’étape des Super-Cross Battles,,.
Elle tourne pendant l'été 2013 son premier film aux côtés de Thierry Neuvic, Les Francis, une comédie de Fabrice Begotti qui sort le 23 juillet 2014 sur les écrans. Le long-métrage est un échec critique et commercial.
En septembre 2015, elle tourne son deuxième long métrage, Faut pas lui dire, une comédie de Solange Cicurel tournée à Bruxelles et sortie le 4 janvier 2017. Ce nouveau film ne rencontre pas non plus le succès. Elle joue aux côtés de Camille Chamoux, Stéphanie Crayencour, et Tania Garbarski qui sont les personnages principaux. Elle incarne Laura, une femme en plein divorce.
Jenifer tient le rôle principal de la fiction française Traqués, en coproduction avec TF1 et diffusée au printemps 2018, aux côtés de Félix Bossuet, Joffrey Platel et Constance Labbé[source insuffisante].
Elle joue ensuite dans une nouvelle série de huit épisodes, Le temps est assassin, adaptée du roman de Michel Bussi et diffusée sur TF1 à la fin de l'été 2019.
En 2022, elle est présidente du jury d'Eurovision France, c'est vous qui décidez ! sur France 2, une émission visant à sélectionner le représentant de la France à l’Eurovision 2022.
À la fin de l'été 2022, elle est à l'affiche de la saison 2 de Celebrity Hunted aux côtés de Jarry. Elle sera en compétition avec l'humoriste face aux youtubeurs Michou et Inoxtag mais aussi Mcfly et Carlito.
Le 15 octobre 2022, pour le retour de la Star Academy, elle est présente sur le plateau, aux côtés de Nikos Aliagas, pour accueillir les nouveaux élèves.
Le 10 novembre 2022, elle est la première invitée de la nouvelle émission d’Hélène Mannarino En week-end avec… diffusée sur TMC.
Le 18 novembre 2022, lors de la 24e soirée des NRJ Music Awards, la chanteuse reçoit un « NRJ Music Award d’honneur » pour célébrer ses 20 ans de carrière. Elle égale ainsi le record de récompenses pour une artiste féminine, avec Mylène Farmer.
En 2023, elle est à l’affiche d'un téléfilm de Noël intitulé Superpapa, diffusé sur TF1 le lundi 13 novembre. Jouant aux côtés de Michaël Youn et Virginie Hocq, elle y incarne Marina, une professeur de SVT.
Le 18 avril 2023, il est annoncé que Jenifer fera son retour en tant que coach dans une émission de TF1. En effet, elle participera à la nouvelle émission de la première chaîne Dream Team : la relève des stars dont le tournage se tiendra les 26 et 28 avril 2023. Elle sera à la tête d’une équipe de six talents, âgés de 8 à 14 ans, qui partagent le même univers musical et artistique. À ses côtés : Matt Pokora, Lara Fabian, Claudio Capéo, Black M et Camille Lellouche,. L’émission est diffusée les vendredis 19 et 26 janvier 2024,.
Le 11 mai 2024, Jenifer fait son retour dans The Voice : La Plus Belle Voix sur TF1 à l'occasion des "Super Cross Battles" afin de départager les talents avec le public aux côtés de Mika, Vianney, Zazie et Bigflo et Oli.

### Activités auprès d'associations
Cette section ne s'appuie pas, ou pas assez, sur des sources secondaires ou tertiaires indépendantes du sujet. Le texte peut contenir des analyses inexactes ou inédites de sources primaires.
Pour l'améliorer, ajoutez-en, ou placez des modèles {{Source secondaire souhaitée}} ou {{Source secondaire nécessaire}} sur les passages mal sourcés. (septembre 2023)

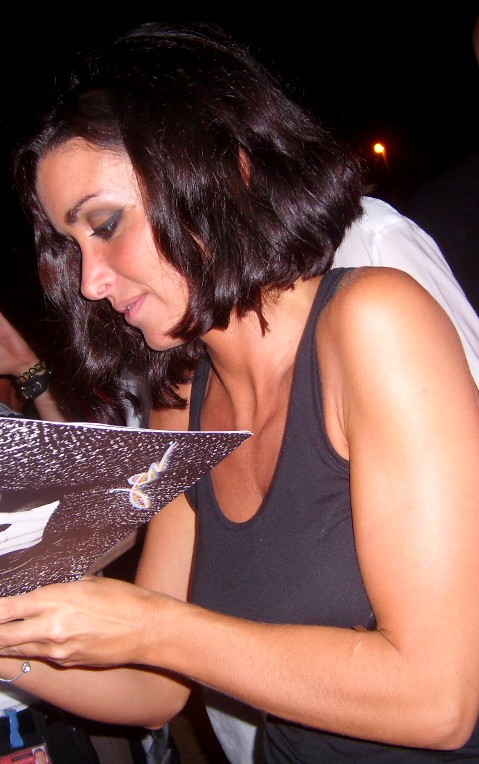
Jenifer à Biguglia le 7 juillet 2011.

Jenifer met à plusieurs reprises sa notoriété au service d'associations caritatives, notamment pour soutenir la cause des enfants. Elle est, depuis début 2006, la marraine de l'association Chantal Mauduit[source secondaire souhaitée], destinée à améliorer les conditions de vie et de scolarité des enfants à Katmandou au Népal, où elle s'est rendue une dizaine de jours en avril 2006[source secondaire souhaitée]. Elle contribue aux côtés de l'association Rêves à réaliser les rêves d'enfants malades et participe notamment aux concerts des Enfants de la Terre, organisés par Yannick Noah, et à ceux des Enfoirés depuis 2003.
En décembre 2006, elle soutient l'association ELA lors d'une soirée télévisée. En avril 2007, elle participe à un gala de charité pour l'association Rêves, à l'invitation de Jamel Debbouze et aux côtés de plusieurs autres artistes, dont Audrey Tautou, Diam's ou encore Jean Dujardin,. Après avoir participé à l'émission télévisée organisée pour l'association Laurette Fugain qui lutte contre la leucémie, elle reprend en 2010 Rock'n'roll suicide de Bowie pour le collectif If (lutte contre le sida). L'année suivante, elle reprend Bambou d'Alain Chamfort pour l'association Parole de femmes.
Jenifer est la marraine de l'association Le Refuge depuis mai 2011, qui aide les jeunes victimes d'homophobie en leur offrant un accompagnement psychologique et un toit temporaire. En mai 2011, elle s'associe à l'INPES pour une campagne de prévention visant à informer les jeunes sur les risques de la perte d'audition. Un jeu vidéo mettant en scène le kidnapping de Jenifer lors d'un concert est réalisé à Londres. Le but de ce jeu préventif est de retrouver la chanteuse en faisant confiance à son ouïe, grâce à des bruits enregistrés en 3D.
En septembre 2013, Jenifer devient la marraine de la lutte contre le tétanos chez le nourrisson organisée par Pampers et l'Unicef ; elle se rend sur le terrain en Haïti. Elle participe au single caritatif Je reprends ma route en faveur de l'association Les Voix de l'enfant.

### Vie privée
En 2001, Jenifer fréquente brièvement Jean-Pascal Lacoste, alors qu'ils participent à la Star Academy. De 2002 à 2008, elle est en couple avec Maxim Nucci, avec qui elle a un fils prénommé Aaron, né le 5 décembre 2003. De 2008 à 2009, elle a une relation médiatisée avec l'auteur-compositeur-interprète Pascal Obispo, avant de fréquenter le restaurateur corse Nicolas Ori de 2009 à 2012.
En 2013, elle rencontre l'acteur Thierry Neuvic sur le tournage du film Les Francis. Le couple a un fils, Joseph, né le 13 août 2014 avant qu'ils se séparent courant 2016.
Depuis 2016, elle partage la vie du restaurateur et entrepreneur corse Ambroise Fieschi, qu'elle épouse le 21 août 2019 en Corse. Le 8 mai 2021, elle accouche de leur fils, Juvanni. En mars 2023, Jenifer annonce son changement de nom de famille à la suite de son mariage en 2019, lors d'une interview sur W9 où elle est présentée en tant que Jenifer Fieschi.

## Discographie
- 2002 : Jenifer
- 2004 : Le Passage
- 2007 : Lunatique
- 2010 : Appelle-moi Jen
- 2012 : L'amour et moi
- 2013 : Ma déclaration
- 2016 : Paradis secret
- 2018 : Nouvelle Page
- 2022 : N°9
- 2024 : Jukebox

## Tournées
| Année       | Titre                    | Nombre des concerts | Format de l'engistrement | Album promu                   |
| ----------- | ------------------------ | ------------------- | ------------------------ | ----------------------------- |
| 2002 - 2003 | Tournée Jenifer          | 87                  | Aucun album ou DVD       | Jenifer                       |
| 2004 - 2005 | Tournée Le Passage       | 73                  | Jenifer fait son live    | Le Passage                    |
| 2008        | Lunatique tour           | 90                  | Livre: scène intime      | Lunatique                     |
| 2011        | Appelle Moi Jen Tour     | 54                  | Best Of Live             | Appelle moi Jen               |
| 2013        | Jenifer Tournée 2013     | 52                  | Aucun album ou DVD       | L'Amour et moi Ma déclaration |
| 2017        | Paradis secret tour      | 31                  | Aucun album ou DVD       | Paradis secret                |
| 2019        | Nouvelle Page 2 Tournées | 70                  | Best Of Live             | Nouvelle Page                 |
| 2022 - 2023 | N°9 Tour                 | 53                  | -                        | N°9                           |
| 2025        | Juke Box Tour            | 76                  | -                        | Jukebox                       |

## Filmographie

### Cinéma
- 2014 : Les Francis de Fabrice Begotti : Laetitia
- 2017 : Faut pas lui dire de Solange Cicurel : Laura Brunel

### Doublage
- 2006 : Nos voisins, les hommes (Over the Hedge) de Tim Johnson et Karey Kirkpatrick : Violette, la fille d'Ozzie
- 2015 : La Grande Aventure de Maya l'abeille (Maya the Bee Movie) d'Alex Stadermann : Maya l'abeille
- 2017 : Tous en scène (Sing) de Garth Jennings : Rosita
- 2018 : Maya l'abeille 2 : Les Jeux du miel (Maya the Bee The Honey Games) : Maya l’abeille
- 2019 : Playmobil, le film (Playmobil the Movie) de Lino DiSalvo : la bonne fée
- 2021 : Tous en scène 2 (Sing 2) de Garth Jennings : Rosita

### Télévision
- 2018 : Traqués (téléfilm ; TF1) de Ludovic Colbeau-Justin : Sarah Munoz
- 2019 : Le temps est assassin (série télévisée ; TF1) de Claude-Michel Rome, d’après l’œuvre de Michel Bussi : Salomé Romani
- 2023 : Superpapa de Sophie Boudre (téléfilm ; TF1) : Marina, professeur de SVT

## Théâtre
- 2009-2010 : Les Monologues du vagin (7 représentations en province et 28 au théâtre Michel), aux côtés d'Andréa Ferréol et Maïmouna Gueye

## Émissions de télévision
- 2002 : Star Academy - saison 1 sur TF1 : gagnante
- 2012-2015 ; 2019 ; 2021 ; 2024 : The Voice : La Plus Belle Voix - saisons 1 à 4, saison 8, saison All Stars sur TF1 : coach, saison 13 : Super Coach pour les Supers Cross Battles
- 2014-2020 : The Voice : Kids - saisons 1 à 7 sur TF1 : coach
- 2022 : Celebrity Hunted - saison 2 sur Amazon Prime Video : participante
- 2022 : Eurovision France, c'est vous qui décidez ! sur France 2 : présidente du jury
- 2024 : Dream Team : la relève des stars sur TF1

## Concerts caritatifs ou multi-artistes
- 2023 : 2023 Enfoirés un jour, toujours - Six représentations au profit des Restos du Cœur, du 12 au 16 janvier à la Halle Tony Garnier à Lyon
- 2020 : Le Pari(s) des Enfoirés - Sept représentations au profit des Restos du Cœur, du 15 au 20 janvier 2020 à l'AccorHotels Arena de Paris
- 2019 : Le Monde des Enfoirés - Six représentations au profit des Restos du Cœur, du 24 au 28 janvier 2019 au Arkéa Arena, Bordeaux
- 2018 : Musique ! Enfoirés - Sept représentations au profit des Restos du Cœur, du 15 au 20 janvier 2018 au Zénith Europe de Strasbourg
- 2017 : Mission Enfoirés - Sept représentations au profit des Restos du Cœur, du 18 au 23 janvier 2017 au Zénith de Toulouse
- 2016 : Au rendez-vous des Enfoirés - Sept représentations au profit des Restos du Cœur, du 20 au 25 janvier 2016 à l'AccorHotels Arena de Paris
- 2015 : Soirée du Tsedaka 2015 - Animée par Cyril Hanouna au profit de l'association qui lutte contre la précarité et l'exclusion, le 2 décembre 2015 au Palais des Congrès à Paris, Jenifer y a interprété deux de ses titres.
- 2015 : Sur la Route des Enfoirés - Sept représentations au profit des Restos du Cœur, du 21 au 26 janvier 2015 au Zénith de Montpellier
- 2013 : La Boîte à musique des Enfoirés - Cinq représentations au profit des Restos du Cœur, du 23 au 28 février 2013 au Palais omnisports de Paris-Bercy
- 2012 : Le Bal des Enfoirés - Sept représentations au profit des Restos du Cœur, du 1er au 6 février 2012 à la Halle Tony Garnier de Lyon
- 2012 : Concert Hit West Live au Zénith de Nantes, le 26 septembre 2012 à Nantes
- 2011 : Dans l'œil des Enfoirés - Sept représentations au profit des Restos du Cœur, du 26 janvier au 31 janvier 2011 à l’Arena Montpellier
- 2010 : Les Enfoirés... la Crise de Nerfs - Sept représentations au profit des Restos du Cœur, du 27 janvier au 1er février 2010 à Nice
- 2009 : Concert des Enfants de la Terre - Deux concerts au profit de l'association Les Enfants de la Terre organisés par Yannick Noah, le 30 mai 2009 à Paris
- 2009 : Les Enfoirés font leur cinéma - Sept représentations au profit des Restos du Cœur, du 21 au 26 janvier 2009 à Paris-Bercy
- 2008 : Gainsbourg, je suis venu te dire - Concert donné en faveur de l'Association Fight Aids Monaco, le 20 mars 2008 à Monaco
- 2008 : Les Secrets des Enfoirés - Six représentations au profit des Restos du Cœur, du 23 au 28 janvier 2008 à Strasbourg
- 2007 : Concert pour la tolérance - Organisé le 27 octobre 2007 à Agadir (Maroc).
- 2007 : La Caravane des Enfoirés - Sept représentations au profit des Restos du Cœur, du 24 au 29 janvier 2007 à Nantes
- 2006 : Harmony for Humanity - Concert donné en hommage au journaliste Daniel Pearl, le 6 novembre 2006 à Paris.
- 2006 : Concert des Enfants de la Terre - Deux concerts au profit de l'association Les Enfants de la Terre organisés par Yannick Noah, le 27 mai 2006 à Paris
- 2006 : Night of the Proms - Tournée française accompagnée par l'orchestre symphonique Il Novecento, du 9 au 18 mars 2006
- 2006 : Le Village des Enfoirés - Sept représentations au profit des Restos du Cœur, du 22 au 27 février 2006 à Lyon
- 2005 : Concert pour la Tsedaka - Concert donné en faveur des personnes démunies, le 28 novembre 2005 à Paris
- 2005 : Concert des Enfants de la Terre - Concert au profit de l'association Les Enfants de la Terre organisé par Yannick Noah, le 28 mai 2005 à Paris
- 2005 : Le Train des Enfoirés - Sept représentations au profit des Restos du Cœur, du 19 au 24 janvier 2005 à Clermont-Ferrand et Paris
- 2004 : Concert pour Laurette - Concert organisé par l'Association Laurette Fugain en faveur de la lutte contre la leucémie, le 16 mai 2004 à Paris
- 2004 : Les Enfoirés dans l'Espace - Cinq représentations au profit des Restos du Cœur, du 30 janvier au 2 février 2004 à Toulouse
- 2003 : La Foire aux Enfoirés - Six représentations au profit des Restos du Cœur, du 17 au 20 janvier 2003 à Lille